# Смоґулецька-Весь
Смоґулецька-Весь (пол. Smogulecka Wieś) — село в Польщі, у гміні Кциня Накельського повіту Куявсько-Поморського воєводства.
Населення — 200 осіб (2011).
У 1975-1998 роках село належало до Бидгощського воєводства.

## Демографія
Демографічна структура станом на 31 березня 2011 року:
|          | Загалом | Допрацездатний вік | Працездатний вік | Постпрацездатний вік |
| -------- | ------- | ------------------ | ---------------- | -------------------- |
| Чоловіки | 95      | 18                 | 68               | 9                    |
| Жінки    | 105     | 24                 | 62               | 19                   |
| Разом    | 200     | 42                 | 130              | 28                   |